# Vestalis beryllae
Vestalis beryllae là loài chuồn chuồn trong họ Calopterygidae. Loài này được Laidlaw mô tả khoa học đầu tiên năm 1915.